# Filipe Almeida
Filipe Jorge Monteiro Almeida (Santo Tirso, 29 de agosto de 1980), também conhecido como Filipe Almeida, é um treinador de futebol português. 

## Carreira
Formou-se em Educação Física na Faculdade de Ciências do Desporto e Educação Física da Universidade do Porto e obteve a licença de treinador UEFA Pro.
Iniciou a sua carreira no mundo do futebol em 2004, com apenas 23 anos, integrando a equipa técnica do treinador Vítor Pereira, na posição de treinador adjunto, no Sanjoanense da II Divisão B de Portugal.
Formou uma forte parceria com Vítor Pereira e foi braço direito do treinador, em passagens por clubes como Sporting de Espinho, Santa Clara, e FC Porto, em Portugal, Al Ahli na Arábia Saudita, Olympiacos na Grécia, Fenerbahçe na Turquia e Shanghai SIPG na China.  
Filipe Almeida já integrou vários comandos técnicos ao longo da sua carreira e conquistou títulos em três países diferentes. Em Portugal, no FC Porto, conquistou dois campeonatos nacionais (Épocas 2011/12 e 2012/13) e duas Supertaças Cândido de Oliveira (Épocas 2011/12 e 2012/13), como no Olympiacos, na Grécia, conquistou uma Super Liga Grega e também uma Taça da Grécia (Época 2014/15), e na China, representando o Shanghai SIPG, ganhou a China Super League (Época 2017/18) e uma Taça da China de Futebol (Época 2018/19).
O último cargo que desempenhou foi ainda o de treinador adjunto de Vítor Pereira, no Corinthians, no Brasil, entre 2022 e 2023. Após este período, Filipe aposta em continuar a sua carreira como treinador principal.